# Asota eusemioides
Asota eusemioides là một loài bướm đêm thuộc họ Erebidae. Nó được tìm thấy ở Papua New Guinea và Indonesia.
Sải cánh dài 50–59 mm.

## Phụ loài
- Asota eusemioides eusemioides (Papua New Guinea)
- Asota eusemioides subrupta (Papua New Guinea, Indonesia)